# بلاك كوفي
بلاك كوفي (بالإنجليزية: Black Coffee)‏ هو منتج أسطوانات ودي جيه جنوب أفريقي، ولد في 11 مارس 1976 في ديربان في جنوب أفريقيا.

## وصلات خارجية
- بلاك كوفي على موقع ميوزك برينز (الإنجليزية)
- بلاك كوفي على موقع أول ميوزيك (الإنجليزية)
- بلاك كوفي على موقع ديسكوغز (الإنجليزية)
- بلاك كوفي على موقع ديسكوغز (الإنجليزية)